# 추축국 부역
제2차 세계 대전 당시 추축국의 영향 국가에서, 일부 시민은 민족주의, 타민족 증오, 반공주의, 반유대주의, 기회주의 또는 잠재적 사망 원인을 피하기 위해 의도적으로 추축국에 대한 부역을 했다. 이들 중 일부의 부역은 홀로코스트 등 최악의 범죄와 만행이 된다.
부역은 충돌 없이 진정하게 점령된 민간인이 원거리에서 무역 조직, 생산, 무장 세력 등 다양한 방법으로 삼국 동맹 조약의 지휘하에 싸우는 특별한 병력이 있다.

## 부역을 위한 조건 사항
나치는 모두가 동등한 부역을 고려하지 않았다. 밀접하게 관련된 국가도 인종 정책에 따라 상당한 차이를 보였다. 유대인은 모든 인종 중 최악으로 간주하고 협력에 부당하다고 생각하고, 일부는 강제 수용소에서 카포를 통해 수용자를 감시 및 질서 유지를 시행했다. 또 다른 정책으로는 게토나 유대인 몰살 수용소로 추방하였다.

## 국가별

### 알바니아
1943년 4월, 하인리히 힘러 SS 특별임무부대를 제21 산악병 사단이 생성되어 알바니아인과 코소보 알바니아인이 배치되었다. 1944년 6월, 군사적 가치가 파르타잔 이상의 가치가 없다고 생각되어 그해 11월에 해산되었다. 캄프구르페 스칸데르베르그로 불리는 나머지 간부들은 1944년 12월 티토의 파르타잔에 대항하여 제7 SS 자원 산악병 사단으로 대항하였다. 이 사단의 마크는 알바니아 독수리였다.

### 벨기에
1941년 8월부터 1942년 2월까지 벨기에 왈롱인의 독일 국방군 제373 보병 대대는 소련 점령 지역에서 반게릴라 활동을 펼쳤다. 1943년 5월, 제5 SS 자원 발로니안 돌격여단은 동부 전선에서 활동했다. 여름에는 제28 SS 자원 발로니안 척탄병 사단으로 되었다. 나머지 여단은 전쟁 직후 영국군에게 항복했다. 벨기에 플랑드르의 부역자들은 제6 SS 자원 랑게마르크 돌격여단이 조직되었고 이후 제27 SS 자원 척탄병 사단이 되었다. 벨기에인들은 1941년 중반부터 종전까지 독일군에 복무했다.

### 중국
일본은 중국 내에서 여러 괴뢰국을 세운다. 첫 번째로 만주국을 1932년 세우고, 지둥방공자치정부를 1935년에 세운다. 만주국과 마찬가지로 정체성이 비슷한 몽강연합자치정부를 1936년에 세웠다. 왕게민은 1937년 베이징에 중화민국 임시정부를 세우고 중일전쟁을 시작하고, 난징에는 또 다른 괴뢰국인 중화민국 유신정부를 세운다. 1940년 세워진 왕징웨이 정권은 "통합" 정권으로 어느 정도 정부와 주석은 자율권이 있고 군사는 왕징웨이 소속이었으나, 비행기, 대포, 탱크, 함선, 독일식 철모(이미 중화민국의 공식 군대인 국민혁명군이 널리 씀)는 일본군의 소속이었다.
통칭 중국 협력군으로 알려진 이 괴뢰국들의 군사들은 2백여만명이 넘었다. 협력 부대의 많은 수는 적으로 공산당과 일본이 있을 때 국민혁명군이 공산당을 편들어 일본에게 협력했다. 수적으로는 매우 많았으나, 병사들이 한간으로 취급되어 NRA 군보다 더 약했다. 중일 전쟁에서 특정 협력군은 전장에서 활동했으나, 대부분은 전선 뒤에서 편입되었다.
왕징웨이 정권은 1945년 일본 항복 후 해체되었고, 만주국과 몽강국은 소련의 만주 전략공세작전 후 멸망했다.

### 덴마크
1940년 4월 9일 4시 15분(덴마크 표준시), 독일-덴마크 중립 조약을 깨고 독일군은 중립 덴마크의 국경을 넘었다. 2시간 후 덴마크 정부는 항복하고, 저항은 피하면서 독일과 유리한 조약을 맺었다.

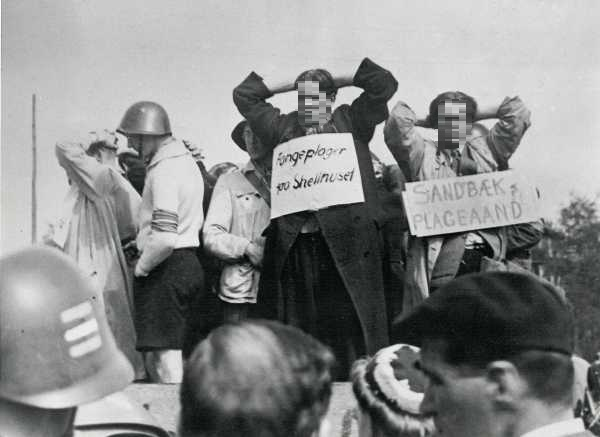
1945년 5월, 덴마크 점령 후 덴마크인들은 게슈타포를 도왔다. 벤들은 게슈타포.

덴마크 정부의 협력의 결과로, 독일 관계자들은 "덴마크의 주권과 영토를 보장하고 중립을 인정한다"라고 주장했다. 독일 정부는 여러 가지 이유로 덴마크에게 유리하게 조약이 체결되었다. 이러한 요인으로 인해, 나치 독일과 덴마크는 가까운 관계가 되었다. 덴마크 정부는 그대로 남았으며, 덴마크 의회도 거의 제 기능을 하였다. 그들은 많은 국내적 정책으로 이전의 권력을 유지할 수 있었다. 덴마크의 여론은 특히 1940년 6월 프랑스의 패배 이후 대부분 새 정부를 지지했다. 국제 상황에 따라서, 덴마크의 점령은 현실적으로 불쾌한 측면으로 받아들일 수도 있었다. 신문 기사와 뉴스는 "독일과 덴마크의 관계가 위태롭다"라는 보도가 금지되었다. 바르바로사 작전 후, 덴마크는 핀란드와 함께 방공 협정에 가입하고, 덴마크 내에서 덴마크 공산당의 활동은 금지되었다. 산업 생산과 무역은 지정학적 현실과 경제 문제로 인해 부분적으로는 활동이 독일로 옮겨지게 되었다. 많은 공무원들은 독일과 덴마크의 사회 질서 유지를 위해 무역을 많이 확장하였다. 덴마크는 독일의 모든 부정적인 개발을 반대하는 경향 때문에, 실업과 빈곤이 증가하고 이는 반란의 위험으로 다가왔다. 그리고, 이 반란이 독일 정부에 의해 제압될 것을 두려워했다.
이러한 양보에 대한 대항으로, 덴마크 내각은 독일에 의한 덴마크의 유대인 소수 민족에 대한 차별법을 거부했다. 사형 도입 요구도 역시 거절되었고, 독일은 덴마크 시민이 독일 군사 법원에 관할할 수 있도록 요구했다. 또한, 덴마크는 덴마크군이 독일군으로 편입되는 것에도 반대했다. 정부의 보류가 지속되는 동안, 덴마크는 지속적으로 독일의 유대인 처분 요구를 거절했다. 정부는 유대인에 관한 특별 법률을 제정하지 않고, 시민의 권리는 나머지 사람들과 동등했다. 독일 정부는 점점 분노하지만, 유대인을 사형시키거나 학대하는 시도는 "정치적으로 용납할 수 없는 시도"라고 생각했다. 심지어, 게슈타포의 간부 베르너 베스트가 1942년 11월에 전권을 가지고 유대인을 제거하려 시도하나, 덴마크는 두 정부가 유대인에 관한 모든 시도는 엄청난 관계의 파탄에 이를 것이라고 말했다.
1941년 6월 29일, 바르바로사 작전 후 덴마크에서는 소련군에 맞서 싸울 자원군인 덴마크 자유군단(덴마크어: Frikorps Danmark)을 소집했다. 덴마크 자유군단은 나치 친위대와 국가사회주의 덴마크 노동자당(DNSAP)의 계획에 의해 세워졌으며, 소련 공격 후 대령 크리스티안 페데르 크뤼싱이 지휘했다. 나치는 1941년 6월 29일에 자유군단의 창설을 선포한다. 덴마크 법률에 따르면, 외국군에 소속된 것은 불법이 아니었으나 덴마크 시민을 모집한 것은 불법이었다. 나치 친위대는 이 법을 어기고 모집을 노력했으며, 주로 덴마크 나치 추종자와 독일어 구사자를 주로 모집했다.

### 에스토니아

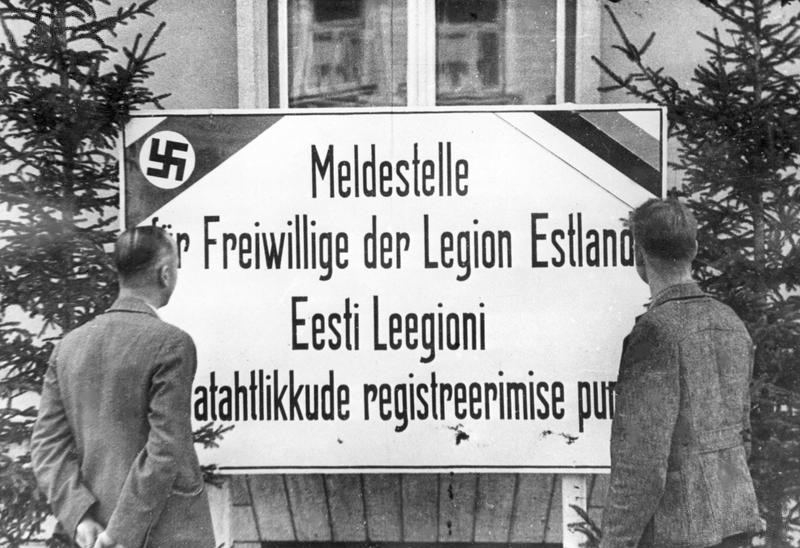
나치 에스토니아 군단 SS 모집 센터.

에스토니아 자치정부는 비록 완전한 자유는 없었으나, 독일 정책의 틀 내에서 정치, 인종, 경제에 대한 자율성이 확보되었다. 따라서, 독일 군사 명령에 따라 폐지되었거나 개정되지 않는 범위에서 에스토니아 공화국의 법률과 규정에 따라 권력을 행사했다. 책임자의 입장은 자유로웠다. 자치 정부는 독일과의 협력을 위해 롬인(집시)과 에스토니아계 유대인을 살해하고, 외부 거주 중인 에스토니아인을 적대 세력으로 간주하고 살해했다. 궁극적으로는 에스토니아 방위 경찰 및 SD에 포함되었다. 또한 독일 명령에 따라 불법으로 에스토니아인들에게 징병이나 강제 노동을 행했다.
에스토니아 방위 경찰 및 헌병은 제 286, 제287와 제288 에스토니아 방위군 연대와 2.5%-3%의 에스토니아인으로 이루어진 오마가스테 민병대가 천명에서 1200명 단위로 이루어져 직접적인 범죄 행위에 관련되었다. 위에 나열된 사건들로 인해, 15,000명의 소련 포로가 에스토니아에서 사망하고 일부는 학대당했다.

### 프랑스

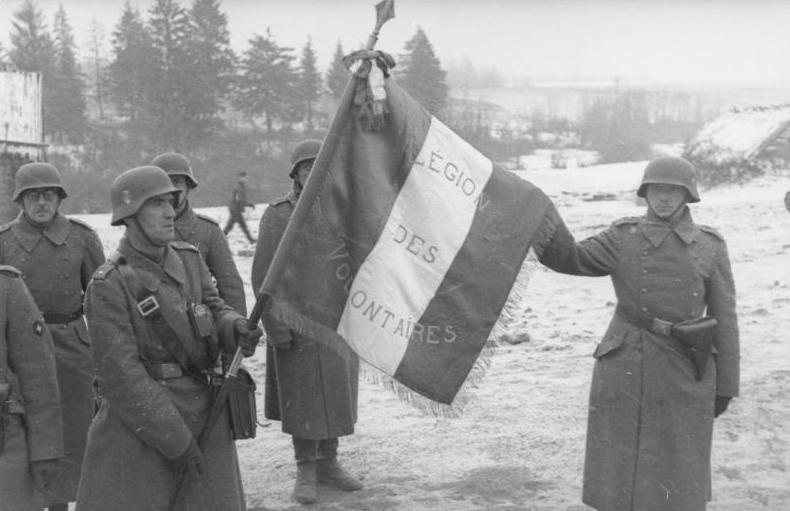
1941년 11월 러시아의 프랑스 군인.

필리프 페탱과 피에르 라발의 비시 프랑스 정부는 유대인 멸망에 협력했다. 또한, 포라이모스에 참여하여 롬 족의 멸망과 기타 "바람직하지 못한 사람들"의 멸망에 협력했다. 비시 프랑스는 일련의 강제 수용소에서 유대인, 롬 족, 동성애자, 정치적 반대파를 수용했다. 수용소 감독인 르네 부스쿠트는 프랑스 경찰로서 유대인 76,000명의 추방에 협력했다. 1995년, 프랑스 대통령 자크 시라크는 공식적으로 전쟁 중 유대인 추방에 대한 프랑스 정부의 책임을 인정했으며, 특히 1942년 7월의 벨로드롬 경기장의 희생자 13,000명과 라발이 결정한 자발적 결정으로 부모와 자녀 모두 추방된 사람들에게 책임을 인정했다. 전쟁 후 추방 유대인 중 13,000명만 살아 남았다. 1943년 마르세유 전투에서 게슈타포를 지원한 프랑스 경찰의 대규모 습격과 구시가지의 파괴 작전이 일어났다. 일부 협력자나 인도에 반한 죄 자(폴 투비에 등)는 1980년대 처벌되었고, 모리스 파퐁은 파리 경찰국장 (1961년 파리 대학살도 일으킴)은 부역자로 밝혀져 1998년 처벌되었다. 그는 발레리 지스카르 데스탱 정부 시기에 경제부 장관이었다. 또 다른 부역자들인 에밀 드부아틴 같은 경우에는 전후 중요 직을 가지고 있었다(결국 드부아틴도 콩코드 비행기를 만든 아에로스파시알 회사의 회장이 된다). 주들의 부역에 관해서는 2008년까지도 강한 논쟁으로 남아 있다.
프랑스 부역자들은 반볼셰베키의 프랑스 자원 군단과 임페리얼 군단을 창설하고, 1945년에는 샤를마뉴 친위대로 구성되어 베를린 공방전에도 참가했다.

#### 브르타뉴 반도
올리어 모르델이나 프랑소와 데베우바이스같은 브르타뉴 민족주의자들은 노르디즘 파시스트같이 독일 파시스트와 사상을 공유하고, 브르타뉴는 아리아-북유럽 민족의 "순수한" 켈트 민족이라는 믿음을 가졌다. 독일의 전쟁 발발 당시 브르타뉴는 프랑스를 떠나 독일에 대한 지원을 공표했다. 1940년 이후, 세레스틴 라이네나 얀 고레트와 같은 부역자들에게 반환하며 독일과 공동으로 민병대를 창설했다. 라이네와 고레트는 나중에 아일랜드로 망명했다.

### 그리스
독일의 그리스 침공 후, 나치 정부가 그리스를 통치했다. 세 명의 대표적인 부역자인 요르요스 촐라코글루, 콘스탄티노스 로고테토풀로스, 요안니스 랄리스는 나치 정부와 협력했다. 행정 정부에서 군대는 허가되지 않았으나, 그들은 국내 진압을 위해 독일군 동의와 함께 보안 전투군으로 반공산주의와 반범죄 등을 표어로 하여 준군사조직을 만들었다. 또한, 작은 규모나 활성화된 그리스 국가사회주의당이나 공개적인 반유대주의 조직인 그리스 민족 연합은 그리스의 저항군 퇴치를 독일 정부와 함께 돕고 그리스계 유대인을 나치 강제 수용소로 보내는 데 협력했다.
천 명 정도의 그리스인들은 표면상의 이유로는 소련 정부의 그리스인 박해를 들면서 그리스인과 러시아계 그리스인들은 대부분 우크라이나에서 활동하는 SS 사단에 합류했다. 특별한 경우에는, 악명 높은 우크라이나계 그리스인들의 제바스티노스 포우리디스나 1938년 독일 첩보국에 의해 모인 광신적 반공주의자들을 독일 국방군에 합류시키고 동부 전선에서 첩보 및 생산 방해 운동을 벌였다.
추축국의 점령 기간 동안, 다수의 그리스 테스프로티아 현에 거주중인 차머리아 알바니아인들은 발리 콤베타르 독제자를 위시로 하여 이탈리아에게 적극적으로 협력했으며, 이후 독일 점령군에게 만행이 이루어졌다. 한 사건의 예로, 1943년 9월 29일 알바니아 준군사조직의 총사령관인 누리 디노와 마자르 디노는 테스프로티아에서 그리스인 공무원들을 학살했다.

### 인도

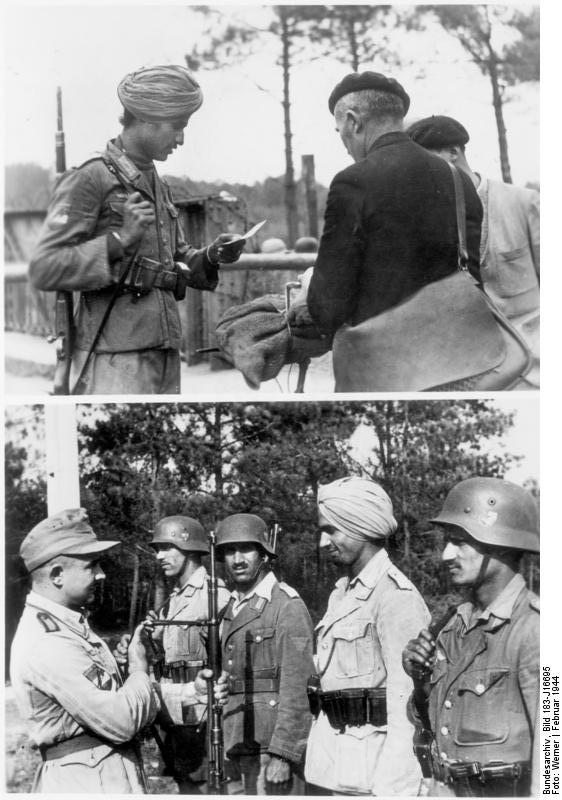
1944년 2월, 프랑스의 "무장친위대 인도의용여단".

무장친위대 인도의용여단 또는 "자유 인도 950연대"는 1942년 8월 북아프리카에서 추축국의 포로가 된 영국군 중 불만이 있는 인도 병사를 중심으로 구성되었다. 대부분의 사람들은 독일 육군과 함께 전투하는 인도의용여단의 지도자는 반영 정서의 인도 국민 회의의 전 대통령인 수바스 찬드라 보스밖에 없었다. 일본은 주권국 및 자주권의 자유 인도 임시 정부와 함께 인도 국민군으로 지원해 주었다.

### 인도네시아
수카르노와 모하마드 하타는 1943년 11월에 히로히토로부터 일본 제국 영예 훈장을 받았다. 수카르노는 조직적으로 인도네시아인 노역자인 로무샤를 징집했다. 그들은 각각 1945년 8월 인도네시아의 대통령과 인도네시아의 부통령이 되었다.

### 라트비아

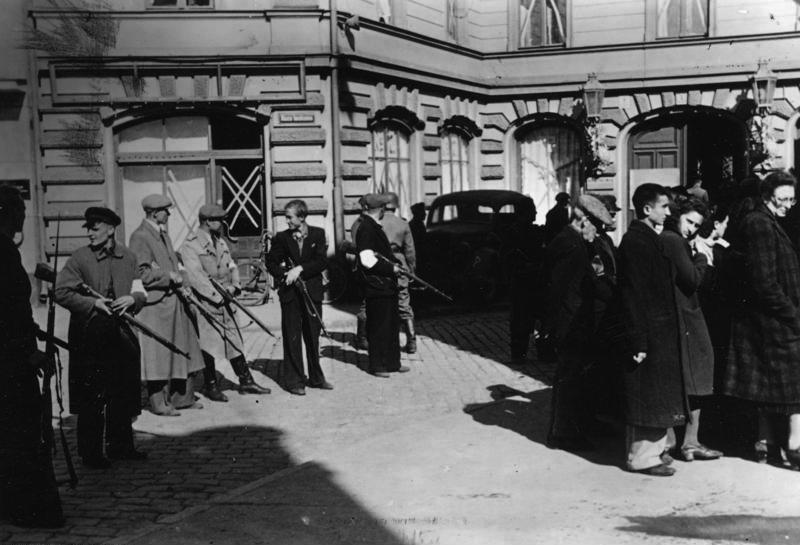
1941년 7월 리예파야에서 라트비아 헌병이 유대인 그룹을 끌고 가는 모습.

독일군이 1941년 라트비아를 점령할 당시, 독일은 라트비아인의 반소련 감정을 이용하여 지역 자원군(Schutzmannschaft 또는 Schuma)를 모집해 소비에트 파르타잔과 전투하거나 소련군 포로, 유대인의 강제수용소 경비를 맡겼다. 라트비아 헌병으로 알려진 아랴스 코만도(Arajs Commando)는 1941년 11월 - 12월 동안 유대인 26,000명을 사살했다.

### 리투아니아
독일의 침공에 앞서, 리투아니아의 일부 지도자들은 슬로바키아 공화국처럼 자치권을 부여받을 것이라고 믿었다. 독일 정보 기관인 아프베르가 지원하는 리투아니아 운동 전선은 베를린의 리투아니아 대사관을 거점으로 한 친독일 조직이었다. 나치 독일계 리투아니아인들은 리투아니아 임시 정부를 수립하지만, 외교적으로 인정받지 못하고 리투아니아 대사 카지야스 스키르파가 총리가 되었다. 독일 시민 정부에서 리투아니아의 독일 군정으로 대체되며 리투아니아 임시 정부는 해체된다.
알지르다스 클리마티스 지휘하의 도적과, SS 소장 프란츠 왈터 스테치커는 1941년 6월 25일 카우나스에서 대학살을 시작했다. 리투아니아 협력자들은 유대인과 폴란드인 수천명을 살해하는 데 참여했다.

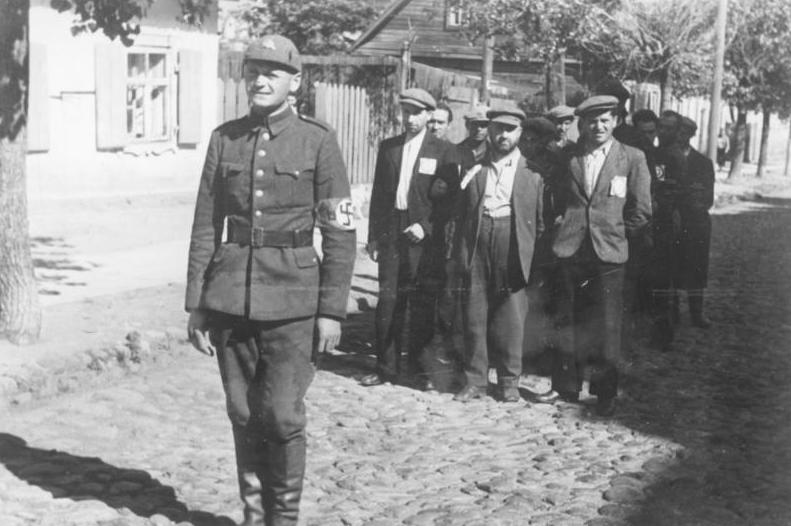
1941년 빌뉴스에서 나치-리투아니아 인 경찰이 유대인 포로를 끌고가는 모습.

1941년, 나치 독일 헌병과 나치 독일 경찰 하위 형태의 리투아니아 헌병(Lietuvos saugumo policija)가 만들어졌다. 26개 지역 헌병대가 만들어졌고, 10 헌병대로 알려진 야파르자시스 브라이스(Ypatingasis būrys)는 빌뉴스에서 유대인 홀로코스트에 참가했다. 유대인과 폴란드인 수천명이 파네리나이와 기타 장소에서 학살했다(포나르니 학살 참조). 민스크에서는, 2 대대가 소련 포로 9천명을 학살했고, 슬루츠크에서 유대인 5천명이 학살되었다. 1942년 3월 폴란드에서 2 리투아니아 대대는 마쟌스크 절멸 수용소에서 경비를 담당했다. 1942년 7월, 2 대대는 바르샤바 게토의 유대인들을 절멸 수용소로 수송하는 데 참여했다. 1942년 8월-10월에, 리투아니아 헌병대는 우크라이나로 이동했다. 3 대대는 말라졔츠나, 4 대대는 도네츠크, 7-B 대대는 비스툴라, 11 대대는 코로스텐, 16 대대는 드니프로페트로우스크, 254 대대는 폴타바, 255 대대는 마힐료우(벨라루스)로 갔다. 이 대대 중 하나는 1943년 바르샤바 게토 봉기를 진압하는 데 참여했다.

#### 리투아니아 국방군
리투아니아 국방군(Lithuanian Territorial Defense Force)은 1944년 자원군으로 창단했다. 지도는 리투아니아인이 하였으나, 병력은 독일군이 제공했다. 리투아니아 국방군의 목적은 소련군의 리투아니아 공격에서부터 방어하고 소련 파르타잔으로부터 리투아니아 인들을 지키는 것이다. 실제로, 주로 반나치의 폴란드인 저항을 진압하는 데 참여한 카라죠나 군과 달리 LTDF는 나치 독일의 명령을 받은 후 자체 해산했다. 해산하기 직전, LTDF는 폴란드 게릴라와의 무로와나 오즈미나카 전투(battle of Murowana Oszmianka)에서 패배했다.

### 네덜란드

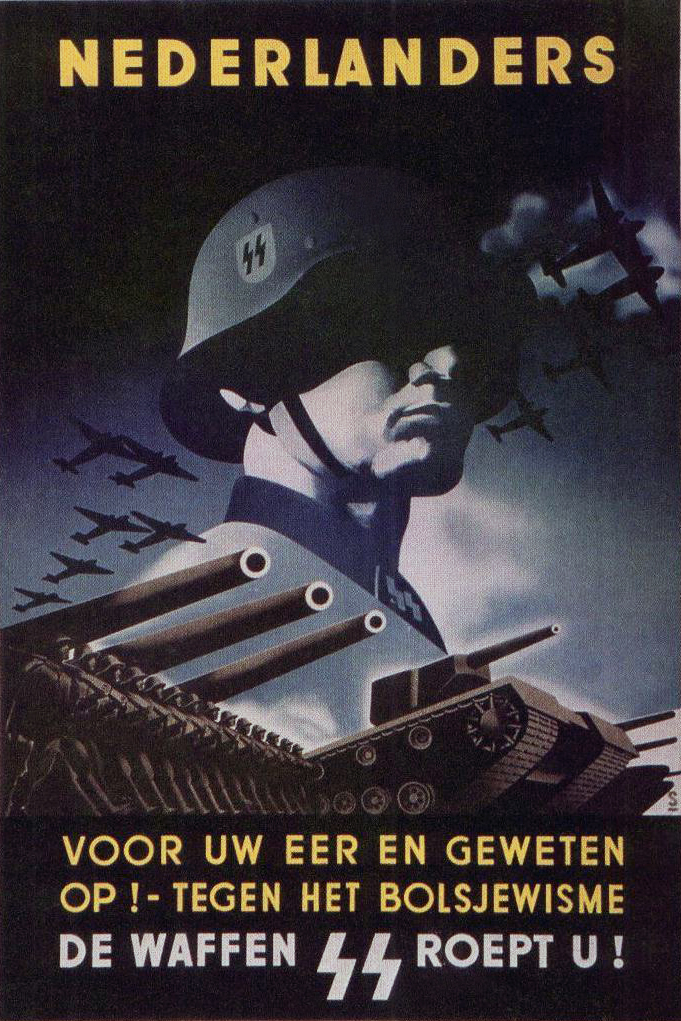
네덜란드의 SS 모집 포스터. 네덜란드인의 공산주의와의 전쟁을 촉구한다라는 내용이 적혀 있다.

수천명의 네덜란드인들이 모인 의용대로 11 SS 의용기갑척탄병사단 노르트란트이 있다(1943년 2월 창설). 이 사단은 소련군에 대항해 전투하면서 1945년 4-5월의 베를린 공방전까지 참가했다.
또한 네덜란드인의 SS 사단으로 5 SS기갑척탄병사단 비킹도 있다. 이 사단은 독소 전쟁에서 몇몇 큰 전투에 참가했다.
SS 의용기갑척탄병사단 네덜란드는 네덜란드 자원자와 독일 경찰로 구성되었으며 1941년 동부 전선에 참가했다. 1943년 12월, 레닌그라드 주변부 전투 후 여단 자격을 받았다. 레닌그라드 공방전에 참가한 이 사단은 최초로 유럽 의용대인 비독일인 제라듀스 무이맨은 기사철십자훈장을 받았다. 1944년 12월, 이 사단은 23 SS의용기갑척탄병사단 네데르란트으로 바뀌고 쿠를란드와 포메라니아 전투에 참가했다. 결국 독일 국경까지 물러나며 해체되었다. 49 SS기갑척탄병연대 드 루터는 오데르에서 전투했고 1945년 5월 3일 미국에게 항복했다. 48 SS기갑척탄병연대 제너럴 세이판루트는 2개 군단으로 분단되었다. 이 중 하나인 "캄프프루그페 비에볼거"(Kampfgruppe Vieweger)는 엘베 근처의 전투에서 패배했다. 몇 명 남은 생존자는 소련군에게 항복했다. 다른 절반 사단인 "제네럴 세이판루트"는 한스 폰 테타우 장군 하에서 서방 연합군에게 항복했다.
전쟁 중 유명한 가수이자 감독인 요하네스 히스터스는 나치 독일의 점령 기간 동안 요제프 괴벨스와 부유한 유대인 집을 도난한 사람들과 친밀했다는 기록이 있다.

### 노르웨이
노르웨이에서는 나치 독일의 노르웨이 점령 기간 동안 호콘 7세 왕이 망명한 후 그 자리에서 비드쿤 크비슬링의 크비슬링 정부를 세웠다. 그는 노르웨이인으로 구성된 5 SS기갑척탄병사단 비킹 SS 의용대를 구성했고, 유대인 추방에 협력했으며 노르웨이 저항 운동 참여인에 대한 사형을 이끌었다.
45,000명의 노르웨이 협력자들이 친나치 정당인 노르웨이 국가사회주의정당(Nasjonal Samling)에 가입했고, 일부 헌병은 유대인 추방에 협력했다. 노르웨이인들 중 일부는 제2차 세계 대전 중의 저항에서 소규모 저항 국가가 1942년-43년 전환기 때 이루어졌다. 전쟁 후, 협력자들에 대한 처벌을 내렸다. 크비슬링이라는 이름은 반역죄의 동의어가 되었다.

### 팔레스타인
팔레스타인인 아랍 민족주의자나 무슬림 지도자들은 예루살렘의 그랜드 무프티 무함마드 아민 알후사이니(Mohammad Amin al-Husayni)는 나치 독일을 선전하며 SS 등의 의용대 자원자 모집 등의 활동을 했다.
1941년 11월 28일, 히틀러는 베를린에서 공식적으로 알후사이니를 받았다. 히틀러는 이후 다음과 같이 선언했다.
"...유럽 헤게모니의 유대인-공산주의의 마지막 자취는 사라지고 있다... 독일 군대는... 코카서스의 남쪽 출구를 얻고 있으며... 총통은 아랍 세계 해방의 시간이 다가왔다고 보증한다. 이후, 이 지역의 남은 목표는 파괴일 것이다... 유대교의 (유대교의 파괴가 가끔 유대인의 절멸같은 완곡한 언어로 표현됨) 생활은 아랍에서 영국 보호 하에 있다."

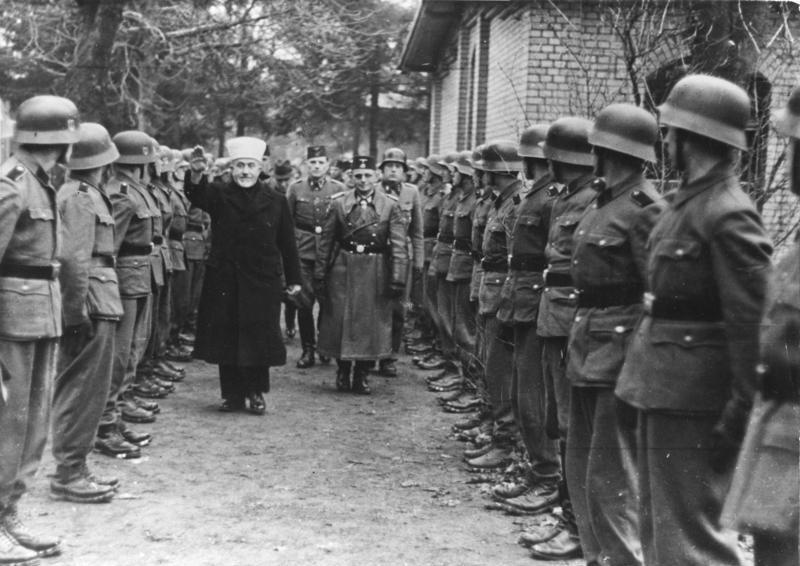
1943년 11월, 보스니아인 SS 대원들을 만나는 예루살렘의 그랜드 무프티 알후사이니.

무프티는 무슬림 SS 사단 창설의 지원과 발칸반도의 전쟁 지원에 나섰고, 이맘과 물라의 학교와 교육 센터를 세우고 무슬림 SS 사단과 독일 국방군은 같이 전투했다. 1943년 초에, 알후사이니는 보스니아인들의 군대 조직과 모집에 참여했다. 이 중 21,065명의 13 SS 무장산악사단 한트샤르(크로아티아 인)은 가장 큰 사단이었다.
1944년, 알후사이니는 팔레스타인에 유대인들의 화학 무기 공격을 지원했다. 5명의 낙하부대원들은 무프티에게 텔아비브의 지도, 독일군이 제조한 "고급 흰 가루"를 가지고 우물에 화학 무기를 넣는 명령을 받았다. 지방 경찰관의 프랴즈 베이 이드리시는 나중에 "실험실 보고서에는 각 용기에 25,000명을 죽일 수 있는 독이 있으며, 적어도 10개가 있었다"고 말했다.
독일 시오니즘주의자들은 1933년 나치와 강제 계약을 하며 하바라라는 조직을 창설했다. 1941년까지 하바라 조약(Haavara agreement)이 유지되었다. PBS에 따르면, "하바라는 유대인기구와 나치 정부 사이 조약의 결과로 1935년 설립한 조직이다. 이 조약은 유대인의 팔레스타인 이주를 촉진하도록 되어있다. 나치 독일은 유대인 이민자들은 떠나기 전 재산의 대부분을 넘겨주는 대신, 하바라 조약으로 독일 수출품이 팔레스타인으로 넘겨저 재산의 일부가 보존되도록 하였다. 약 5만명 이상의 유대인들이 합의로 팔레스타인에 이주했다."라고 설명했다. 나치 독일의 공식적인 인사인 베론 본 밀덴스타인은 1933년 유대인 이민자였고, 나치 독일의 선전물 "데르 안제프"에서 기념 메달을 받는 소식을 전했다. 이 메달은 한쪽은 나치의 갈고리 문장, 다른 쪽은 유대인의 별이 그려져 있는 특이한 모양이었다.
1940년, 아브라함 스테른(Avraham Stern)이 창설한 무장 시온주의자들의 그룹인 이하이는 제2차 세계 대전 중 나치 독일과 함께 개입하는 것을 제안했다. 이는 팔레스타인에서 영국 정부가 추방한 유대인을 독일이 도와주는 것에 대한 보답으로 팔레스타인의 유대인 이주를 도와주는 것이었다. 1940년 말, 이하이 대표 나프타리 루벤치크(Naftali Lubenchik)는 베이루트에서 독일 임원 웨너 오토 폰 헤르그(Werner Otto von Hentig)와 만나 독일을 충족시키려 했다. 루벤치크는 이하이의 아직 공개되지 않은 모든 전력을 공개하고 폰 헤르그에게 반영 작전을 구상하자고 제안했다. 나치 독일이 이하이보다 많은 비용을 제공하는 조건의 동맹도 제안되었다.

### 폴란드

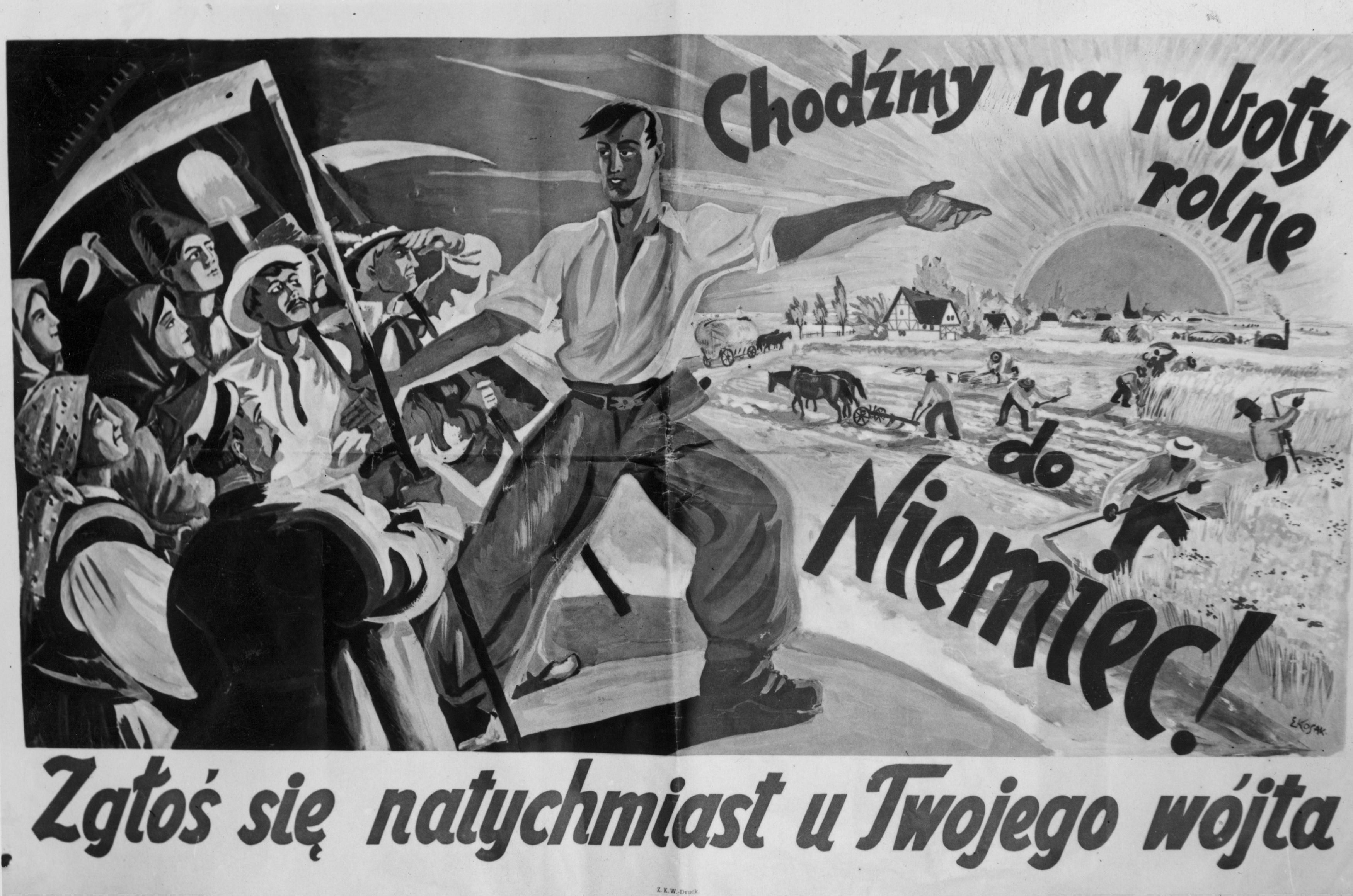
독일에서 일할 폴란드인을 모집하는 포스터, "독일에서 일을 하자! 폴란드 총독부에 신고하라"라고 적혀 있다.

독일의 유럽 점령기 시 대부분의 유럽 국가들과는 달리, 폴란드 점령기 시에는 공식적으로 정치적이나 경제적 부역이 없었다. 폴란드는 공식적으로 독일에게 항복하지 않았다. 독일 점령 하에, 폴란드군은 폴란드 국내군 같이 지하 저항을 계속하였다. 제2차 세계 대전 기간의 폴란드의 저항 운동은 독일 점령 지역에서 가장 대규모의 저항 운동이다. 그 결과, 폴란드 시민은 상당한 위치의 지위를 부여받게 되었다. 전쟁 전 시민의 대부분은 나치에게 협력했고, 독일계 폴란드인들은 독일 시민의 등급과 비슷한 등급을 부여받았다. 1939년, 폴란드 침공 전 폴란드의 포메라니아와 실레지아 서부의 거주민 80만명은 독일 소수 민족 중 하나로 선언했다. 전쟁 중 약 3백만명의 폴란드인이 게르만계 외국인(Volksdeutsche)으로 되었다. 폴란드에서 국외 독일 사람은 매우 멸시되었고, 그 중 하나로는 폴란드 지하 정부(Polskie Państwo Podziemne)는 이들의 반역죄로 판단했다.
다른 독일 점령 하의 국가들과 달리, 역사학자들은 폴란드 점령 시기 중 나치와의 공동 협력이 있었다는 합의가 있다. 협력의 정의에 따라(폴란드 민족과 그 소수민족의 대우에 따라), 학자들은 최대 "폴란드인 부역자"들은 350만명까지 추측한다(이스라엘 전범위원회 추측). 이는 폴란드 지하정부 특별 법원의 반역죄 시민 추정치로 계산한 것이었다. 일부 측정치는 이보다 더 높으며, 폴란드의 독일 소수 민족이 독일 소수 민족으로 선언되기 전까지 폴란드 시민으로 계산하거나(게르만계 외국인), 독일 산업 현장 관리에 투입된 낮은 계급의 폴란드 공무원이나 징집된 청색 경찰, 심지어는 강제 수용소의 노동자도 계산하기도 했다(예:지빌러베이터(Zivilarbeiter), 바우디엔스트(Baudienst)). 대부분 청색 경찰에 소속된 시민들은 징집되었으며, 많은 수는 폴란드 국내군의 첩자 역할을 하기도 하였다. 역사학자 논 코넬리는 폴란드 부역의 "한계"라고 인용하고, "유럽과 세계 역사를 볼 때 폴란드의 부역자들은 인구 비율에 비해 매우 낮다"라고 설명했다.
반유대 계열의 스즈말코우니크(szmalcownik)는 폴란드계 유대인 뿐 아니라 그들을 돕는 폴란드인을 적대했다. 폴란드의 반유대계 부역인들은 광범위한 시골 지역에 영향력을 행사했다. 1942년부터 1945년까지, 적극적인 협력의 결과로 숨어있던 유대인 20만명 종도가 죽은 것으로 추측된다. 자그레유(Żagiew) 등에 속한 폴란드계 유대인의 협력은 폴란드 지하운동의 유대인과 폴란드인 모두에게 피해를 끼쳤다.
1939년 10월, 나치는 전쟁 중 점령 지역 행정 정부에게 경찰(Policja)를 동원했다. 이 경찰들은 사형 또는 체포 보고의 의무가 있었다. 이 때 청색 경찰도 형성되었다. 1943년에는 급성장하여 16만명이 청색 경찰에 속하게 되었다. 이 경찰의 주요 임무는 일반 경찰처럼 범죄자를 체포하고 처리할 뿐 아니라 독일과의 저항을 위한 밀수 및 저항(특히 폴란드계 유대인)을 억제하기 위한 임무를 받았다. 예를 들어, 현재의 라운드업(łapanka)(임의의 민간인과 함께 강제 노동)과 유대인 거주 구역인 게토 순찰을 하였다. 그럼에도 불구하고, 많은 사람들이 독일의 명령에 따라 청색 경찰에 가입하지만 자주 독일의 명령을 거부하거나 죽음을 걸고 그들의 행동을 도왔다. 청색 경찰의 많은 사람들은 폴란드 저항군의 이중간첩으로 있었다. 경찰들 일부는 궁극적으로 유대인을 도와 국가의 은인(Righteous among the Nations) 상을 받았다.
1941년 6월 나치 독일의 바르바로사 작전이 시작될 때, 독일군은 재빨리 독일-소련 불가침 조약 당시 소련이 점령한 폴란드 영역을 점령했다. 바르바로사 작전 당시 소련과 협력한 현지인들이 많이 사망했다. 반유대주의적인 표현과 나치의 격려로 쟈도코무나(영어: Żydokomuna) 사상이 생겨나 1941년 여름 웜자 유대인 대학살이나 제드왑네 대학살(영어: Jedwabne pogrom)이 발생한 원인이 된다.
1944년 독일은 비밀리에 폴란드 국내군(AK)을 빌뉴스 지역에서 무장시켜 폴란드의 소비에트 파르타잔과의 전투를 유도시켰고, 나바후르다크 지역과 빌뉴스 지역에서 작은 손실을 보았다(AK는 나치 독일에 대해 오스트라 브라마 작전(Operation Ostra Brama) 등에서 무기를 교환하곤 했다). 이러한 준비는 순전히 전술적인 이유였고 비시 프랑스나 크비슬링 정부 등 이데올로기적 협력은 거의 없었던 것이 대부분이다. 폴란드의 주요 동기는 독일군의 사기와 주요 정보를 알아내고 필요한 무기를 얻는 등이었다. 알려진 폴란드-독일 협력 행동은 없었으며, 독일은 소련 게릴라에 집중하여 폴란드의 총구를 돌릴려는 목적은 실패했다. 또한, 독일인들과 현지 지휘관들의 이러한 협력 대부분은 AK 본부에 의해 비난받았다. 폴란드계 미국인 사회학자 테데우즈 피오트로위스키(Tadeusz Piotrowski)는 이오시프 로스차일드(Joseph Rothschild)의 말을 빌려 "폴란드 국내군은 대형 협력 처리장"이며 "AK의 명예는 없다"라고 말했다.
폴란드 우익 집단 중 하나인 폴란드 국가군(National Armed Forces)의 당파 중 하나인 성 크로스 산맥 여단(Holy Cross Mountains Brigade)의 한 파르타잔 병사는 1944년 이후 독일과 무언으로 돕기로 하였다. 몇 달 동안 독일와의 적대 행위를 중단했으며, 전쟁 후반 소련군에게 포로가 되지 않고 명령을 유지하기 위해 병참 도움을 받아 독일의 승인으로 체코슬로바키아로 철수했다(독일과의 적대 행위를 재개했다).

### 슬로바키아
슬로바키아 공화국(Slovenská republika)은 1939년 3월 14일부터 1945년 5월 8일까지 슬로바키아인으로 이루어진 나치 독일의 종속국이었다. 슬로바키아 공화국은 현재의 슬로바키아와 비슷한 영토였다(현재 슬로바키아 남부와 동부 제외). 독일의 경계로 하여 보헤미아-모라바 보호령(Protectorate of Bohemia and Moravia)과 폴란드, 헝가리로 이루어졌다. 폴란드 침공 당시 독일과 같이 침공에 참가했다.

### 소비에트 연방
바르바로사 작전 이후 독일은 소련의 많은 유럽 부분을 점령했고, 그 중 일부는 1945년 종전 직전까지 독일 통제하에 있었다(쿠를란트 돌출부 등). 소련의 협력자들은 수많은 러시아와 그 외 소수 민족으로 이루어져 있었다.
독일군은 OST-아르바이터(OST-Arbeiter) 또는 동부 독일 노동자 프로그램에 자발적으로 소련 시민들을 동원하고자 했으나, 처음에는 노동에 동원했으나 끔직한 조건의 소식이 전해지자 기피하였고 결국 강제 체제로 돌아섰다.

#### 벨라루스
벨라루스인 부역자들은 다양한 방법으로 벨라루스인 마을을 억압했다. 이러한 부역의 대부분은 붉은 군대의 공세와 독일군의 후퇴로 약해졌으며 1945년 1월 벨라루스인들로 이루어진 30 SS무장척탄병사단 (1 백루테니아) SS사단을 만들었다.

#### 코카서스
아르메니아, 조지아, 투르크 및 코카서스 세력은 주로 소련군 포로로 구성된 나치 독일의 훈련군이었다. 이 대대에는 아르메니아인 18,000명, 아제르바이잔인 13,000명, 조지아인 14,000명, "북코카서스인" 10,000명으로 구성되어 있었다. 미국의 역사학자인 알렉산더 댈린 노트(Alexander Dallin notes)는 아르메니아 군단(Armenische Legion)과 조지아 군단(The Georgian Legion (1941-1945))은 히틀러의 불신으로 인해 네덜란드로 보내졌고, 이후 텍설 반란이 일어나게 된다. 군사역사가 크리스토퍼 엘리스비(Christopher Ailsby)에 따르면, 독일인에 의해 형성된 투르크와 코커서스인군은 "무장 훈련 및 사기가 매주 낮았고", "제대로 신뢰할 수 없었다"라고 말했다.
아르메니아 혁명 연맹(The Armenian Revolutionary Federation)은 아르메니아 공화국이 1920년 볼셰비키에게 합병된 이후 러시아에 의해 정복되길 원치 않았던 아르메니아인이 모여 만든 단체이다. 제2차 세계 대전 동안, 이 연맹의 일부는 아르메니아의 독립을 위해 독일과 협력하고자 했다. 드라스타마트 카나얀(Drastamat Kanayan)의 아르메니아 군단은 크림반도 점령과 코카서스 진격에 참여했다. 1942년 12월 15일, 아르메니아 국가위원회(Armenian National Council)는 알프레트 로젠베르크에 의해 제국 동부 영토 점령 지역(Reich Ministry for the Occupied Eastern Territories)의 하나로 공인받았다. 이 위원회의 대통령은 아르드샤르 아베이안(Ardasher Abeghian)이고 부통령은 아브라함 구리칸다니안(Abraham Guilkhandanian)이었으며 가레긴 느주데흐(Garegin Nzhdeh)와 바한 파파지안(Vahan Papazian)도 이 위원회의 일원이었다. 1944년 말까지 파울 로흐배치(Paul Rohrbach) 박사의 지원으로 베를린에서 Viken Shantn 라디오 방송을 내보냈으며 아르메니아 주간 저널도 출판되었다.

#### 러시아

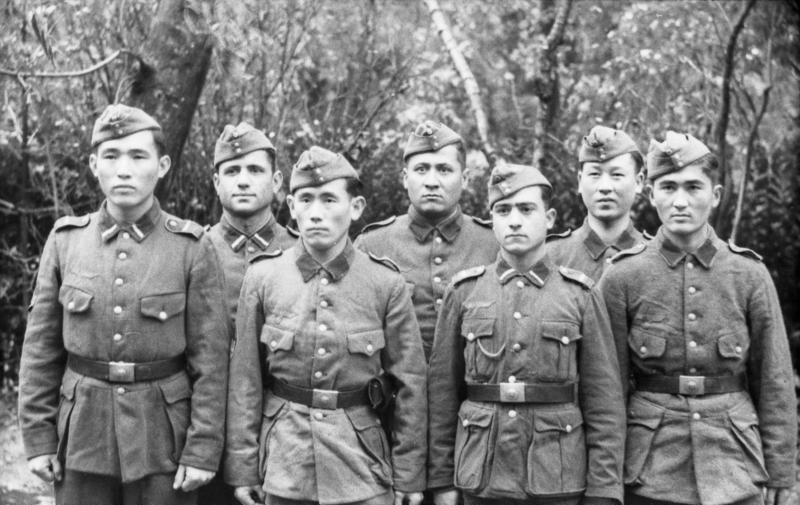
1943년 프랑스의 투르키스탄 군단.

러시아에서는 나치 독일이 점령한 러시아 영토에서 러시아인의 로코트 공화국(Lokot Republic)이 세워지면서 자치가 시작되었다. 나치의 명령에 따라 벨라루스, 폴란드 등지의 학살에 참여한 것으로 악명이 높은 카민스키 연대(Kaminski Brigade)와 30 SS무장척탄병사단 (2 러시아)이 만들어졌다.
또한 러시아인 다수가 독일 준군사나 경찰에 입대했다. 그 지역 주민과 러시아 포로 뿐 아니라 붉은 군대의 탈영병도 히위(Hiwi (volunteer)) 자원대에 가입하도록 부추겼다. 이들 중 일부는 소위 오스트 대대(Ost battalion) 자원대에 입대하여 연합군의 침공이 예상되는 프랑스 해안선 방어를 맡았다.
몽골의 칼미크인 약 5천명으로 구성된 칼미크 자원 기병 군단(Kalmykian Voluntary Cavalry Corps)은 독일 국방군에 편입되었으며 1942년에는 칼미크에 남아 있고 독일군은 소련군의 공세를 피해 후퇴했다.
1943년 5월, 독일 장군 헬무트 반 판비츠(Helmuth von Pannwitz)은 카자크인들에게 돈 카자크와 쿠반 카자크(Kuban Cossacks) 2개 연대로 구성된 사단을 생성하고 전 백군 지휘관인 표트로 크라노프(Pyotr Krasnov)와 안드레이 사쿠로(Andrei Shkuro)에게 지휘를 맡겼다. 그러나, 이 사단은 붉은 군대와 전투하지 않고 1943년 9월 유고슬라비아 지역의 요시프 브로즈 티토의 유고슬라비아 파르타잔 소탕전에 참가했다. 1944년 여름, 두 연대는 1 카자크 사단(1st Cossack Division)과 2 카자크 사단으로 격상되었다. 1945년 초에는 두 사단이 15 SS 카자크 기병 군단(XVth SS Cossack Cavalry Corps)으로 편입되었다.
친독일 러시아군은 러시아 해방군(Russian Liberation Army, ROA, POA: Русская Освободительная Армия)을 형성하며 독일 국방군에 편입되었다. 그러나, 1945년 5월 1일 ROA는 SS의 반대편에서 프라하 봉기 기간 동안 무장 투쟁을 이끌었다.

#### 우크라이나
제2차 세계 대전 이전, 우크라이나는 소비에트 연방의 우크라이나 소비에트 사회주의 공화국과 폴란드 제2공화국으로 분열되어 점령되었다. 루마니아와 체코슬로바키아도 작은 지역을 점령했다. 특히 동쪽에서 우크라이나 파르타잔이 소련군과 함께 싸웠는데. 1930년대 소련 정책의 부정적인 영향이 우크라이나인 머리 속에 계속 각인되었다. 1933년의 홀로도모르 대공포를 포함하여 1937년-38년의 대숙청, 1939년 폴란드의 서부 우크라이나 합병 후 우크라이나 지식인 대량 학살, 집산화(Collectivisation)의 도입 및 구현 등이 있다. 그 결과, 전체 도시, 마을 등의 시민들이 독일 점령 이후 우크라이나인들이 전례 없는 독일인을 해방자로 생각하며 급속한 발전을 이루어낸다. 심지어, 독일 국방군이 침공하기 전 우크라이나인들이 독일 국방군 하의 나흐티갈 대대(Nachtigall Battalion)와 롤란드 대대(Roland Battalion)를 세우며 초기 침공군에 참여했다.
통치 정권의 변화와 함께, 우크라이나인들은 자치 및 점령을 허가받았다. 이들은 준경찰, 우체국, 기타 정부 구조를 구성하며 폴란드인, 러시아인, 유대인들을 잡아들었다. 소련 시민들은 내부 여권(internal passport)의 민족 정보를 통해 당 상태, 군사 서열, 육군 예비대 위치, 전쟁 물품 조립 상황 등의 정보를 제공했다. 또한 이 문서는 쿨라크, 콤소몰 회원 등의 시민의 사회 위치나 신뢰도를 나타냈다. 소련 포로 중 소비에트 연방 공산당이나 콤소몰에 가입하지 않은 포로 등 소련을 신뢰하지 않은 포로들은 포로 수용소에서 즉시 해방되었다. 종종 그들은 행정 사무직이나 지역 경찰에 참여하도록 격려받았다. 일부는 수용소 경비로 훈련되어 다른 사람들에 의해 설득받는 동안(또는 강제로 되는 동안) 반소련 사단에 참여하여 전투했다. 점령 기간 동안, 나치 하의 우크라이나 신문 '뵐른'(Volhyn)은 "우리 도시의 유대인은 다른 곳으로 정착해야 한다 ...(중락)... 우리 도시에서 완전히 사라져야 한다"라는 기사를 올리기도 했다. 유대인 문제는 이 과정에서 이미 해결되었다. 일부 우크라이나인들은 홀로코스트 참여의 증거가 남기도 했다. 키예프의 경찰들이 바비 야르(Babi Yar) 학살 등 여러 차례 유대인 학살에 개입한 증거가 나타났다.
우크라이나인들은 1943년 바르샤바 게토 봉기(Warsaw Ghetto Uprising)와 1944년 바르샤바 봉기 동안 독일 SS 군단에서 러시아인, 코사크인, 아제르인들과 함께 독일 육군 하에서 봉기 진압에 참가했다. 이들은 약 4만명 이상의 민간인을 죽였다.
1941년 9월 18일 지토미르에서 보고서 106 작전에 의해 우크라이나 민병대가 유대인 3,145명을 죽였으며 같은 날 코로스텐(Korosten)에서는 보고서 80 작전에 의해 유대인 238명이 사망했다. 이 시간에 더 많은 지원이 있었다. 예를 들어, 보고서 88 작전은 1941년 9월 6일 우크라이나 민병대가 유대인 1,107명의 성인과 561명의 어린이를 사살했다.
1943년 4월 28일, 독일 지휘부의 명령으로 14 SS무장척탄병사단 (1 우크라니아) SS사단이 창설되었다. 이 사단에는 우크라이나인 83,000명이 자원했다. 이 사단은 폴란드, 체코슬로바키아, 유고슬라비아 등지에서 반파르타잔 작전(Anti-partisan operations)에 참여했다. 리비우-산도미에시 공세(Lvov–Sandomierz Offensive)와 빈 공세(Vienna Offensive)에서는 소련군과 대항하여 전투하기도 했다. 이들은 영국, 호주, 캐나다군 등 연합군에게 대규모로 항복했다.

### 유고슬라비아
나치 독일 침공 이전, 유고슬라비아 정부는 독일과의 협정 작업을 하였다. 이 협정은 유고슬라비아 반파시스트에 의해 거부되었으며 1941년 3월 26일 두산 시모비치(Dušan Simović) 정부는 해체되었다. 그는 이것을 반역으로 인식하고 1941년 4월 6일 유고슬라비아 왕국을 기습적으로 침공했다. 11일 후 유고슬라비아 전역이 점령되었다.
유고슬라비아 내 추축국 부역자들과 저항한 거의 대부분의 체트니크들은 이후 추축국 아래 합법적인 자치 정부를 수립했다. 변방에 종사하는 일부 병력들은 저항 활동과 적과 피할 숙박 시설을 제공하기도 했다. 이 시간 동안, 다른 국가들에서 체트니크는 점진적으로 부역을 맡았다. 우선 세르비아 군통치령 자치령에서 네르딕 군을 운영했으며 이탈리아의 달마티아와 이탈리아령 몬테네그로, 보스니아 지역에서 일부 우스타샤 병력 등은 이탈리아 항복 이후 발칸반도를 점령했다. 체트니크의 부역이 "광범위하고 체계적으로" 도달하는 동안 이 협력 비율은 체트니크 자체 문서에서 자세히 언급되었다.

#### 보스니아 헤르체고비나
독일 장교 명령으로 구성된 보스니아인의 13 SS 무장산악사단 한트샤르 (1 크로아티아)는 1943년 2월 만들어져 1944년 12월까지 운영되었다. 이 사단은 반유고슬라비아 파르타잔 전선에 투입되었다.

#### 크로아티아
안테 파벨리치는 크로아티아 독립국의 지도자로 나치 독일의 괴뢰국이었다. 크로아티아 극민족주의자 우스타샤는 주로 세르비아인 수백-수천명을 야세노바츠 강제 수용소(Jasenovac concentration camp)에서 사망시켰다.
13 SS 무장산악사단 한트샤르는 1943년 2월 만들어졌으며, 23 SS무장산악사단 카마 (2 크로아티아)는 1944년 1월 만들어졌다. 이 사단들은 크로아티아인과 보스니아인 뿐 아니라 독일인도 포함되었다.

#### 세르비아
세르비아 부역자들은 세르비아국 헌병대(Serbian State Guard)와 세르비아 자원 군단(Serbian Volunteer Corps (World War II))은 우익 성향의 유고슬라비아 국가사회주의 운동(ZBOR) 단체와 함께 수용소 경비를 도왔다.

#### 알바니아
1943년 4월, 하인리히 힘러의 명령으로 알바니아인과 코소보 알바니아인(Kosovar Albanian) 자원병으로 구성된 21 SS무장산악사단 스칸더벡 (1 알바니아)을 창설했다. 1944년 6월, 이 군은 파르타잔 병력보다 더욱 약화되었고 1944년 11월 해체되었다. 나머지 간부들은 스칸더벡 분견군(Kampfgruppe Skanderbeg)으로 소속되어 1944년 12월 성공적으로 프랑슈와 외젠 사단으로 옮겨져 티토 파르타잔과의 전투에 참가했다. 사단 엠블렘은 검은 알바니아 독수리였다. 알바니아 민족주의자, 반공산주의자들의 발리 콤페타르(Balli Kombëtar)는 추축국의 자원군으로 모집되어 그리스와 유고슬라비아에서 활동했다. 이들은 대알바니아를 의제로 활동했다.

#### 슬로베니아
1943년 9월 만들어진 슬로베니아 방위군(Slovene Home Guard)은 유고슬라비아의 일부인 류블라냐 주(Province of Ljubljana)에서 만들어졌다. 이는 다른 국가의 협력군처럼 제2차 세계 대전 동안 만들어졌으나 일부 제한된 자율을 가졌고 처음에는 반파르타잔 작전의 지원군으로 참가했다. 나중에 더 많은 자유를 얻은 후에는 류블라냐 주에서 대부분의 반파르타잔 작전에 참여했다. 대부분의 방위군 장비는 이탈리아군(1943년 이탈리아 항복 후 장비를 몰수)를 사용했지만 나중에는 일부 독일군의 장비도 사용했다. 이와 유사하지만 작은 병력이 연안 지역과 고렌스카에서도 형성되었다.

### 영국
영국 자유 군단(British Free Corps)은 1945년 27개 군단의 최대 크기로 성장했다.

#### 채널 제도
채널 제도는 나치 독일이 제2차 세계 대전 동안 유일하게 점령했던 대영제국의 영토이다. 섬 정부는 점령 전 영국 정부의 지시를 받기 전에 섬의 유대인을 모두 쫓아내는 "부역 작업" 중 하나를 하여 비판을 하였다. 이러한 조치는 법정 관리원과 외국인 사무소에 의해 실행되었다. "영국에서 유대인 추방에 도움을 주었던 채널 제도의 경찰과 관리원들은 점령 후에도 그들 자리에 계속 있었고, 심지어 그들 중 일부는 전쟁 기간에 받았던 대영 제국 훈장을 보여주기도 했다."
1945년 해방 이후에는 점령 행정부와 협력한 사람들을 조사했다. 1946년 11월 영국 내무 장관은 영국 협력자들의 조사를 지휘했고 대부분의 사람들은 증거가 부족하여 오직 12명만 검찰이 기소하는 것을 고려했지만 잉글랜드 기소국장(Director of Public Prosecutions)은 증거 부족을 이유로 기소를 포기했다. 특히, 그들의 시민에 대해 점령 행정부가 통치했다는 법적인 근거가 없다고 말했다.
저지섬과 건지섬의 법률에 전쟁의 부당 이득 및 암시장을 압수하기 위해 소급법을 제정하고 이러한 조치는 군사 점령기동안 합법적인 이익을 얻은 사람에게 영향을 주었다.
점령 기간 동안, 독일 군인과 친하게 지낸 일부 여성들은 다른 시민에게 분노를 얻었다. 해방 이후, 영국 해방군의 구성원들은 복수를 방지하기 위해 개입해야만 했다.

## 지원군
자원군은 독일 국방군에 합류하여 대부분의 국가, 심지어는 영국 연방의 일부 소규모 도시(자유 영국 군단)에서 무장 친위대나 보조 헌병(Schutzmannschaft)으로 활동했다. 전반적으로, 무장 친위대의 구성원 60만명 중 대부분은 벨기에와 네덜란드계 등 비독일계 사람이었다. 예를 들어, 비시 프랑스 정부의 다양한 협력자들은 33 SS 무장 척탄병 사단 사를마뉴 (1 프랑스) 구축을 도왔다. 이 자원군은 처음에는 1만명으로 계산되었지만 나중에 33 SS 사단으로 바뀌면서 외국인을 포함한 첫 번째 친위대 사단이 되었다.
다음은 주로 또는 전적으로 외국인이 차지한 자원 무장 친위대 18개 사단을 나열한 것이다(대부분 외국 무장 친위대 본부에서 강제 징병으로 차출되었다.)
| - 비킹 - 노르트란트 - 한트샤르 - 1 우크라니아 - 스칸더벡 - 카마 | - 네데르란트 - 훈야디 - 훙가리아 - 랑에마르크 - 발로니엔 - 1 러시아 | - 1 이탈리아 - 2 러시아 - 1 백루테니아 - 3 헝가리 - 사를마뉴 - 란트슈투름 네데르란트 |

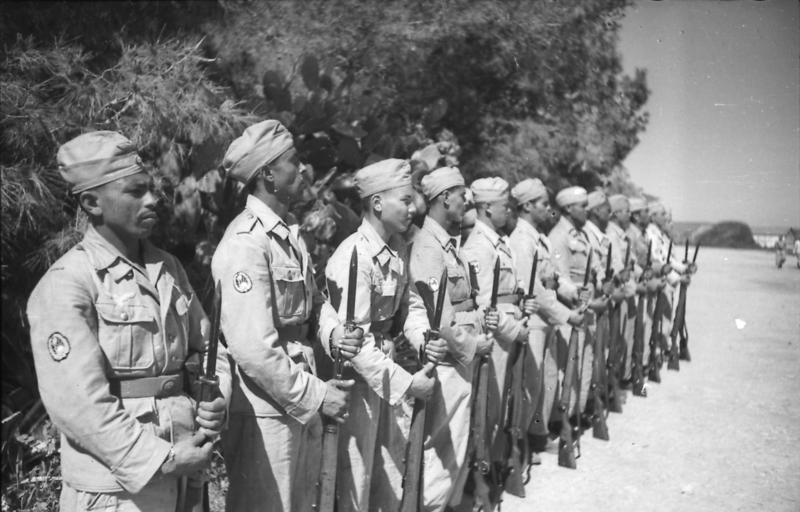
독일 아랍 군단(아랍 자원군) 병사. 1943년.

또, 동유럽 지역의 독일이 점령한 지역에서 일선의 자원군인 독일 경찰대(Schutzmannschaft)도 협력군에 중요한 역할을 했다. 바르바로사 작전 이후 하인리히 힘러의 명령으로 인해 징집이 시작되었다. 이 병력은 정규군의 일원이 아니라서 전선에 배치되진 않았고 후방의 점령군이나 파르타잔과 교전하는 역할을 하는 등 경찰의 역할에 더 가까웠다. 전쟁 이후에는 20만명까지 많아졌다.
제2차 세계 대전 이후 무장 친위대의 60% 이상은 비독일계 자원군으로 구성되어 있었다. 주로 11 SS 의용기갑척탄병사단 노르트란트의 스칸디나비아인과 함께 프랑스인, 이탈리아인, 에스파냐인, 네덜란드인 등의 자원군이 베를린 공방전 당시 독일 국회의사당의 방어를 맡았다.
뉘른베르크 재판에서 무장 친위대는 범죄 조직으로 선포되었고, 명시적인 징병을 제외한 전쟁 범죄는 없었다고 선포되었다. 1950년대, 연합군 고등판무관(Allied High Commission)과 미국 난민위원회(U.S. Displaced Persons Commission)는 발트 지역의 무장 친위대에 대해 목적, 이념, 활동 및 회원 자격에 따른 분류로 구별한다는 입장을 명확히 했다.

## 같이 보기
- 추축국
- 청색 사단
- 부역
- 홀로코스트에 대한 책임 (en:Responsibility for the Holocaust)
- 독일 경찰대 (en:Schutzmannschaft)
- 제2차 세계 대전 중의 저항
- 나치 협력자의 추적 (en:Pursuit of Nazi collaborators)
- 독일-소련 불가침 조약

## 참조 및 참고 문헌
1. ↑  “Collaboration”. Ushmm.org. 2011년 1월 6일. 2011년 9월 28일에 확인함.
2. ↑  The Waffen-SS (3): 11. to 23. Divisions  By Gordon Williamson, Stephen Andrew
3. 1 2 3 4  Williamson, G. The SS: Hitler's Instrument of Terror
4. ↑  Jørgen Hæstrup, Secret Alliance: A Study of the Danish Resistance Movement 1940–45. Odense, 1976. p. 9.
5. ↑  Phil Giltner, “The Success of Collaboration: Denmark’s Self-Assessment of its Economic Position after Five Years of Nazi Occupation,” Journal of Contemporary History 36:3 (2001) p. 486.
6. ↑  Henning Poulsen, “Hvad mente Danskerne?” Historie 2 (2000) p. 320.
7. ↑  Jerry Voorhis, “Germany and Denmark: 1940–45,” Scandinavian Studies 44:2 (1972) p. 174.
8. ↑  Voorhis, 175.
9. ↑  Poulsen, Historie, 320.
10. ↑  Andrew Buckser, “Rescue and Cultural Context During the Holocaust: Grundtvigian Nationalism and the Rescue of Danish Jews”, Shofar 19:2 (2001) p. 10.
11. ↑  Harold Flender, Rescue in Denmark, (New York: 1963) p. 30.
12. 1 2  Bo Lidegaard (ed.) (2003): Dansk Udenrigspolitiks historie, vol. 4, p. 461
13. 1 2  “Conclusions of the Estonian International Commission for the Investigation of Crimes Against Humanity. Phase II - The German Occupation of Estonia, 1941 - 1944” (PDF). 2013년 3월 23일에 원본 문서 (PDF)에서 보존된 문서. 2013년 1월 22일에 확인함.
14. ↑  Birn, Ruth Bettina (2001), Collaboration with Nazi Germany in Eastern Europe: the Case of the Estonian Security Police]. Contemporary European History 10.2, 181-198
15. ↑  Hondromatidis, Iakovos I Mavri Skia Stin Ellada ("The Black Shadow Over Greece"), Athens 1978 (in Greek)
16. ↑  Russell King, Nicola Mai, and Stephanie Schwandner-Sievers. The New Albanian Migration. Sussex Academic Press, 2005
17. ↑  Hermann Frank Meyer. Blutiges Edelweiß: Die 1. Gebirgs-division im zweiten Weltkrieg Bloodstained Edelweiss. The 1st Mountain-Division in WWII Ch. Links Verlag, 2008. ISBN 978-3-86153-447-1, p. 469-471
18. ↑  Indonesia :: Japanese occupation, Encyclopædia Britannica
19. ↑  Arad, Yitzhak. Belzec, Sobibor, Treblinka — The Operation Reinhard Death Camps, Indiana University Press, Bloomington and Indianapolis, 1987
20. ↑  (이탈리아어) Arūnas Bubnys. Lithuanian Security Police and the Holocaust (1941–1944)
21. ↑  Oshry, Ephraim, Annihilation of Lithuanian Jewry, Judaica Press, Inc., New York, 1995
22. ↑  (폴란드어) Śledztwo w sprawie masowych zabójstw Polaków w latach 1941–1944 w Ponarach koło Wilna dokonanych przez funkcjonariuszy policji niemieckiej i kolaboracyjnej policji litewskiej 보관됨 2007-10-17 - 웨이백 머신 (Investigation of mass murders of Poles in the years 1941–1944 in Ponary near Wilno by functionaries of German police and Lithuanian collaborating police). Institute of National Remembrance documents from 2003 on the ongoing investigation]. Last accessed on 10 February 2007.
23. ↑  (폴란드어) Czesław Michalski, Ponary — Golgota Wileńszczyzny 보관됨 2008-12-24 - 웨이백 머신 (Ponary — the Golgoth of Wilno Region). Konspekt nº 5, Winter 2000–2001, a publication of the Academy of Pedagogy in Kraków. Last accessed on 10 February 2007.
24. ↑  Niwiński, Piotr (2011). 《Ponary : miejsce ludzkiej rzeźni》 (PDF). Warszawa: Instytut Pamięci Narodowej, Komisja Ścigania Zbrodni przeciwko Narodowi Polskiemu; Ministerstwo Spraw Zagranicznych Rzeczpospolitej Polskiej, Departament Współpracy z Polonią. 25–26쪽.
25. 1 2 3  (이탈리아어) Arūnas Bubnys (2004). 《Vokiečių ir lietuvių saugumo policija (1941–1944) (German and Lithuanian security police: 1941–1944)》. Vilnius: Lietuvos gyventojų genocido ir rezistencijos tyrimo centras. 2006년 6월 9일에 확인함.
26. 1 2 3  (영어) Tadeusz Piotrowski (1997). 《Poland's Holocaust: Ethnic Strife, Collaboration with Occupying Forces and Genocide...》. McFarland & Company. 165–166쪽. ISBN 0-7864-0371-3. 2008년 3월 15일에 확인함.
27. ↑  Peter Gessner (1942년 7월 29일). “Life and Death in the German-established Warsaw Ghetto”. Info-poland.buffalo.edu. 2006년 8월 18일에 원본 문서에서 보존된 문서. 2011년 9월 28일에 확인함.
28. ↑  “보관된 사본”. 2006년 8월 27일에 원본 문서에서 보존된 문서. 2013년 1월 22일에 확인함.
29. ↑  Bubnys, Arūnas (1998). 《Vokiečių okupuota Lietuva (1941-1944)》. Vilnius: Lietuvos gyventojų genocido ir rezistencijos tyrimo centras. ISBN 9986-757-12-6.
30. ↑  “Nederlanderse-entertainer-sin-Duitsland”. 《Die Welt》 (네덜란드어). 2010년 4월 17일. 2012년 4월 25일에 원본 문서에서 보존된 문서. 2011년 4월 7일에 확인함.
31. ↑  official transcript, trans. Fleming
32. ↑  Arab Chemical Warfare Against Jews - in 1944 보관됨 2016-10-22 - 웨이백 머신 by Benyamin Korn. (The David S. Wyman Institute for Holocaust Studies)
33. ↑  PBS - Haavara (Transfer) Agreement Documents 보관됨 2007-11-15 - 웨이백 머신
34. ↑  image of Angriff commemorative medallion
35. ↑  David Yisraeli, The Palestine Problem in German Politics, 1889–1945, Bar Ilan University, Ramat Gan, Israel, 1974. Verified web copies: German English. Also see Otto von Hentig, Mein Leben (Goettingen, 1962) pp 338–339
36. ↑  "Stern Gang" The Oxford Companion to World War II. Ed. I. C. B. Dear and M. R. D. Foot. Oxford University Press, 2001.
37. 1 2 3  Carla Tonini, The Polish underground press and the issue of collaboration with the Nazi occupiers, 1939-1944, European Review of History: Revue Europeenne d'Histoire, Volume 15, Issue 2 April 2008 , pages 193 - 205
38. 1 2 3 4  Klaus-Peter Friedrich. Collaboration in a "Land without a Quisling": Patterns of Cooperation with the Nazi German Occupation Regime in Poland during World War II. Slavic Review, Vol. 64, No. 4, (Winter, 2005), pp. 711-746. JSTOR
39. ↑  Adam Galamaga (2011년 5월 21일). 《Great Britain and the Holocaust: Poland’s Role in Revealing the News》. GRIN Verlag. 15쪽. ISBN 978-3-640-92005-1. 2012년 5월 30일에 확인함.
40. ↑  Norman Davies (2005년 2월 28일). 《God's Playground: 1795 to the present》. Columbia University Press. 344쪽. ISBN 978-0-231-12819-3. 2012년 5월 30일에 확인함.
41. ↑  https://google.com/search?q=cache:0IQ986AcKo4J:www.polishresistance-ak.org/PR_WWII_texts_En/26_Article_En.rtf
42. 1 2 3  John Connelly, Why the Poles Collaborated so Little: And Why That Is No Reason for Nationalist Hubris, Slavic Review, Vol. 64, No. 4 (Winter, 2005), pp. 771-781, JSTOR
43. ↑  Richard C. Lukas, Out of the Inferno: Poles Remember the Holocaust University Press of Kentucky 1989 - 201 pages. Page 13; also in Richard C. Lukas, The Forgotten Holocaust: The Poles Under German Occupation, 1939-1944, University Press of Kentucky 1986 - 300 pages
44. ↑  (폴란드어) Hempel, Adam (1987). 《Policja granatowa w okupacyjnym systemie administracyjnym Generalnego Gubernatorstwa: 1939–1945》. Warsaw: Instytut Wydawniczy Związków Zawodowych. 83쪽.
45. ↑  Encyclopedia of the Holocaust 보관됨 2007-09-28 - 웨이백 머신 entry on the Blue Police, Macmillan Publishing Company, New York NY, 1990. ISBN 0-02-864527-8.
46. 1 2 3 4 5  Tadeusz Piotrowski, Poland's Holocaust, McFarland & Company, 1997, ISBN 0-7864-0371-3. Google Print, p.88, p.89, p.90
47. ↑  Gunnar S. Paulsson (2004). 〈The Demography of Jews in Hiding in Warsaw〉. 《The Holocaust: Critical Concepts in Historical Studies》. London: Routledge. 118쪽. ISBN 0-415-27509-1.
48. ↑  (폴란드어) Hempel, Adam (1990). 《Pogrobowcy klęski: rzecz o policji "granatowej" w Generalnym Gubernatorstwie 1939-1945》. Warsaw: Państwowe Wydawnictwo Naukowe. 435쪽. ISBN 83-01-09291-2.
49. ↑  Paczkowski (op.cit., p.60) cites 10% of policemen and 20% of officers
50. ↑  (폴란드어) 〈Policja Polska Generalnego Gubernatorstwa〉. 《Encyklopedia Internetowa PWN》. Warsaw: Państwowe Wydawnictwa Naukowe. 2005. 2013년 9월 27일에 원본 문서에서 보존된 문서. 2013년 1월 22일에 확인함.
51. ↑  (폴란드어) IAR (corporate author) (2005년 7월 24일). “Sprawiedliwy Wśród Narodów Świata 2005”. 《Forum Żydzi - Chrześcijanie - Muzułmanie》 (Fundacja Kultury Chrześcijańskiej Znak). 2007년 9월 27일에 원본 문서에서 보존된 문서. 2007년 2월 20일에 확인함.
52. ↑  The Righteous Among The Nations - Polish rescuer Waclaw Nowinski
53. ↑  Joanna B. Michlic. Poland's Threatening Other: The Image of the Jew from 1880 to the Present. University of Nebraska Press, 2006. Pages 170-180.
54. ↑  Richard Levy. Antisemitism: A Historical Encyclopedia of Prejudice and Persecution. ABC-CLIO, 2005.
55. ↑  (리투아니아어) Rimantas Zizas. Armijos Krajovos veikla Lietuvoje 1942–1944 metais (Acitivies of Armia Krajowa in Lithuania in 1942–1944). Armija Krajova Lietuvoje, pp. 14–39. A. Bubnys, K. Garšva, E. Gečiauskas, J. Lebionka, J. Saudargienė, R. Zizas (editors). Vilnius – Kaunas, 1995.
56. ↑  Review by John Radzilowski of Yaffa Eliach's There Once Was a World: A 900-Year Chronicle of the Shtetl of Eishyshok, Journal of Genocide Research, vol. 1, no. 2 (June 1999), City University of New York.
57. ↑  Stefan Korbonski, "The Polish Underground State", pg. 7
58. ↑  “Andrew Gregorovich - World War II in Ukraine”. 2019년 5월 25일에 원본 문서에서 보존된 문서. 2013년 1월 22일에 확인함.
59. 1 2  Ailsby, Christopher. Hitler's renegades. 2004, page 123-4
60. ↑  Dallin, Alexander. German Rule in Russia: 1941-1945. Octagon Books: 1990.
61. ↑  Auron. The Banality of Denial, p. 238.
62. ↑  The banality of denial: Israel and the Armenian genocide, Yair Auron, p. 238
63. ↑  Christopher J. Walker's "Armenia —The Survival of a Nation," page 357
64. ↑  “30th Waffen Grenadier Division of the SS (2nd Russian)”. 2007년 3월 19일에 원본 문서에서 보존된 문서. 2013년 1월 22일에 확인함.
65. ↑  Volhyn on September 1, 1941 NAAF Holocaust Timeline Project 1941 보관됨 2012-01-24 - 웨이백 머신
66. ↑  Bauer, Yehuda: The Holocaust in its European Context 보관됨 2006-10-24 - 웨이백 머신 p.14. Accessed January 14, 2006."
67. ↑  Warsaw Ghetto Uprising (Encyclopædia Britannica)
68. ↑  Central Commission for Investigation of German Crimes in Poland. 보관됨 2007-02-10 - 웨이백 머신 Excerpts from: German Crimes in Poland. Howard Fertig, New York, 1982.
69. ↑  Warsaw's failed uprising still divides (BBC) 2 August 2004
70. ↑  An Introduction to the Einatzgruppen 보관됨 2008-06-13 - 웨이백 머신 Accessed January 14, 2006 /
71. ↑  Williamson, G: The SS: Hitler's Instrument of Terror
72. ↑  Rolf Michaelis: Ukrainer in der Waffen-SS. Die 14. Waffen-Grenadier-Division der SS (ukrainische Nr. 1). Winkelried-Verlag, Dresden 2006, ISBN 978-3-938392-23-2
73. 1 2  Ramet (2006), p. 147
74. ↑  Tomasevich (1975), pp. 223-225
75. ↑  MacDonald (2002), pp. 140-142
76. ↑  Pavlowitch (2007), pp. 65-67
77. 1 2  Milazzo (1975), p.182
78. ↑  Milazzo (1975), p. 21
79. ↑  Tomasevich (1975)
80. 1 2  Tomasevich (1975), p.169
81. ↑  Tomasevich (1975), p.246
82. 1 2  Ramet (2006), p.145
체트니크의 정치적 프로그램과 부역은 자원자라도 문서로 체계화되어 작성되었다. 따라서, 이것은 실망스러운 것 이상으로 여전히 사람들이 체트니크가 세르비아 민족주의를 실현하기 위해 추축국과 협력 정책을 했다는 것을 믿을 수 없었다. 체트니크는 1943년 9월 이탈리아 항복 전까지 광범위하게 이탈리아 점령군으로 활동했으며 1944년부터 드라쟈 미헬로비치(Draža Mihailović)의 체트니크 운동 거의 대부분은 세르비아와 크로아티아에서 적을 이용하여 독일과 우스타샤에게 광범위하게 협력했다.
83. ↑  Pavlowitch 2007, p. 177.
84. ↑  Tomasevich 2001, pp. 498 and 501.
85. ↑  Bunting, Madelaine (1995) The Model Occupation: the Channel Islands under German rule, 1940-1945, London: Harper Collins, ISBN 0-00-255242-6
86. ↑  “Jersey Heritage Trust archive*”. 2009년 2월 2일에 원본 문서에서 보존된 문서. 2013년 1월 22일에 확인함.
87. ↑  Laqueur, Walter: Holocaust Encyclopedia, Yale University Press, New Haven and London, 2001
88. ↑  Hansard (Commons), vol. 430, col. 138
89. ↑  The German Occupation of the Channel Islands, Cruickshank, London 1975 ISBN 0-19-285087-3
90. ↑  War Profits Levy (Jersey) Law 1945
91. ↑  War Profits (Guernsey) Law 1945
92. ↑  Occupation Diary, Leslie Sinel, Jersey 1945
93. ↑  Nuremberg Trial Proceedings, Volume 22, September 1946 보관됨 2007-02-21 - 웨이백 머신

## 추가 자료
- Arad, Yitzhak. Belzec, Sobibor, Treblinka: The Operation Reinhard Death Camps, Indiana University Press, Bloomington and Indianapolis, 1987
- Peter Suppli Benson, Bjørn Lamnek and Stig Ørskov: Mærsk · manden og magten, Politiken Bøger, 2004 ("Maersk · The Man and Power", in Danish)
- Christian Jensen, Tomas Kristiansen and Karl Erik Nielsen: Krigens købmænd, Gyldendal, 2000 ("The Merchants of War", in Danish)
- Chuev, Sergei Gennadevic: Prokliatye soldaty, [Damned soldiers], ĖKSMO, 2004, ISBN 5-699-05970-9
- Williamson, Gordon: The SS: Hitler's Instrument of Terror, Brown Packaging Limited, 1994
- Gerlach, Christian: Kalkulierte Morde, Hamburger Edition, Hamburg, 1999
- Klaus-Peter Friedrich Collaboration in a "Land without a Quisling": Patterns of Cooperation with the Nazi German Occupation Regime in Poland during World War II — Slavic Review Vol. 64, No. 4 (Winter, 2005), pp. 711–746
- Jeffrey W. Jones "Every Family Has Its Freak": Perceptions of Collaboration in Occupied Soviet Russia, 1943–1948 — Slavic Review Vol. 64, No. 4 (Winter, 2005), pp. 747–770
- Birn, Ruth Bettina, Collaboration with Nazi Germany in Eastern Europe: the Case of the Estonian Security Police. Contemporary European History 2001, 10.2, 181–198.
- Simon Kitson, The Hunt for Nazi Spies: Fighting Espionage in Vichy France, Chicago, University of Chicago Press, 2008.